# Verhaspeling
Een verhaspeling of malapropisme is het onjuiste gebruik van een woord of uitdrukking, bijvoorbeeld doordat het woord of de uitdrukking wordt verward met een ander woord dat of een andere uitdrukking die er qua vorm sterk op lijkt. Vaak brengt dit een (onbedoeld) komisch effect teweeg.
Iemand die bijvoorbeeld zegt de flamingo een mooie dans te vinden, bedoelt eigenlijk de flamenco. Een persoon die "Gronings verkouden" zegt te zijn, bedoelt waarschijnlijk dat hij chronisch verkouden is.
Het woord "malapropisme" is een eponiem, genoemd naar het personage Mrs. Malaprop uit het toneelstuk The Rivals uit 1775 van Richard Sheridan, een Iers-Engelse toneelschrijver en politicus. Mrs. Malaprops naam is afgeleid van het Franse mal à propos, dat "ongepast" betekent; ze is niet erg welbespraakt, al doet zij zich wel zo voor.
Nederlandse voorbeelden zijn:
- de ovulatie-theorie van Darling in plaats van "evolutie-theorie van Darwin"
- vaccinerend eigenlijk in plaats van "fascinerend eigenlijk", in een cabaretshow van De Vliegende Panters